# سفیددشت (دوره)
سفیددشت یک روستا در ایران است که دربخش ویسیان شهرستان چگنی در استان لرستان واقع شده‌است.

## جمعیت
این روستا در دهستان شوراب قرار دارد و براساس سرشماری مرکز آمار ایران در سال ۱۳۸۵، جمعیت آن ۴۰ نفر (۱۰ خانوار) بوده‌است.